# زیتون زنگی
زیتون زَنگی (نام علمی: Olea europaea subsp. cuspidata) زیرگونه ای از درخت زیتون خوراکی است. زیتون زنگی تا همین اواخر به عنوان یک گونه جداگانه به نام زیتونی آفریقایی (Olea africana) در نظر گرفته می‌شد و هنوز هم در بسیاری از منابع از آن جداگانه نام می‌برند. این گیاه بومی شمال شرقی آفریقا و قسمت‌های خشک‌تر نیمه‌گرمسیری آسیا است. نام‌های دیگر زیتون زنگی در فارسی عبارتند از زیتون مسقطی و زیتون برگ‌نیشی.
این درختچه در جنوب ایران در استان کرمان در جنگل‌های بین اسفندقه و سیرجان در ارتفاعات ۲۵۰۰ متری و ایرانشهر می‌روید و در مسقط در جبل اخضر نیز انتشار دارد.
زیتون زنگی نیای زیتون پرورشی است و به استرالیا، نیوزلند و ایالات متحده آمریکا نیز معرفی شده‌است. این یک گونه‌های مهاجم است که می‌تواند به مناطق خشک جنگلی، مناطق ساحلی، مناطق سردسیر و تپه ماسه‌ای هجوم آورد.

## شرح

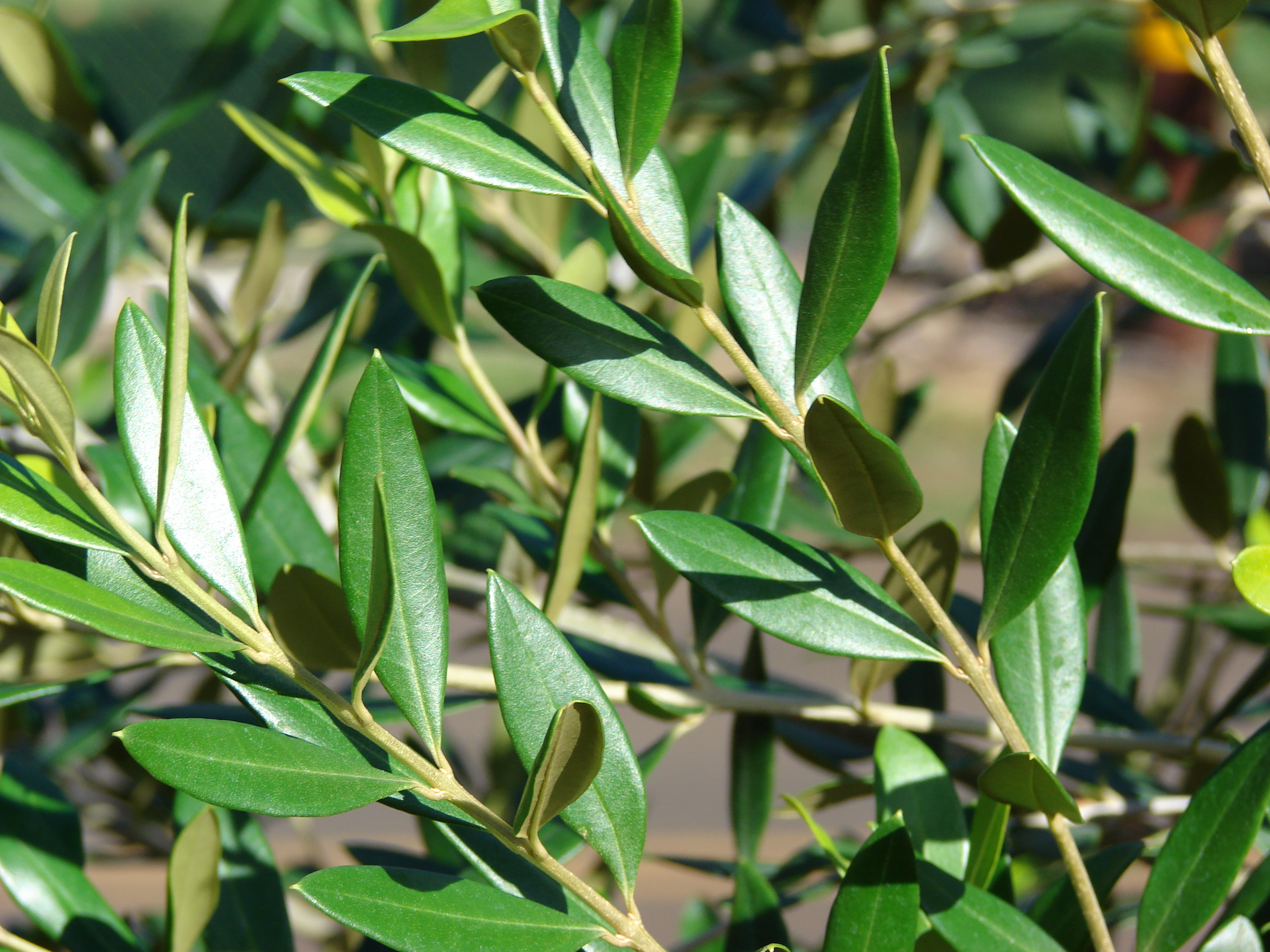
برگها

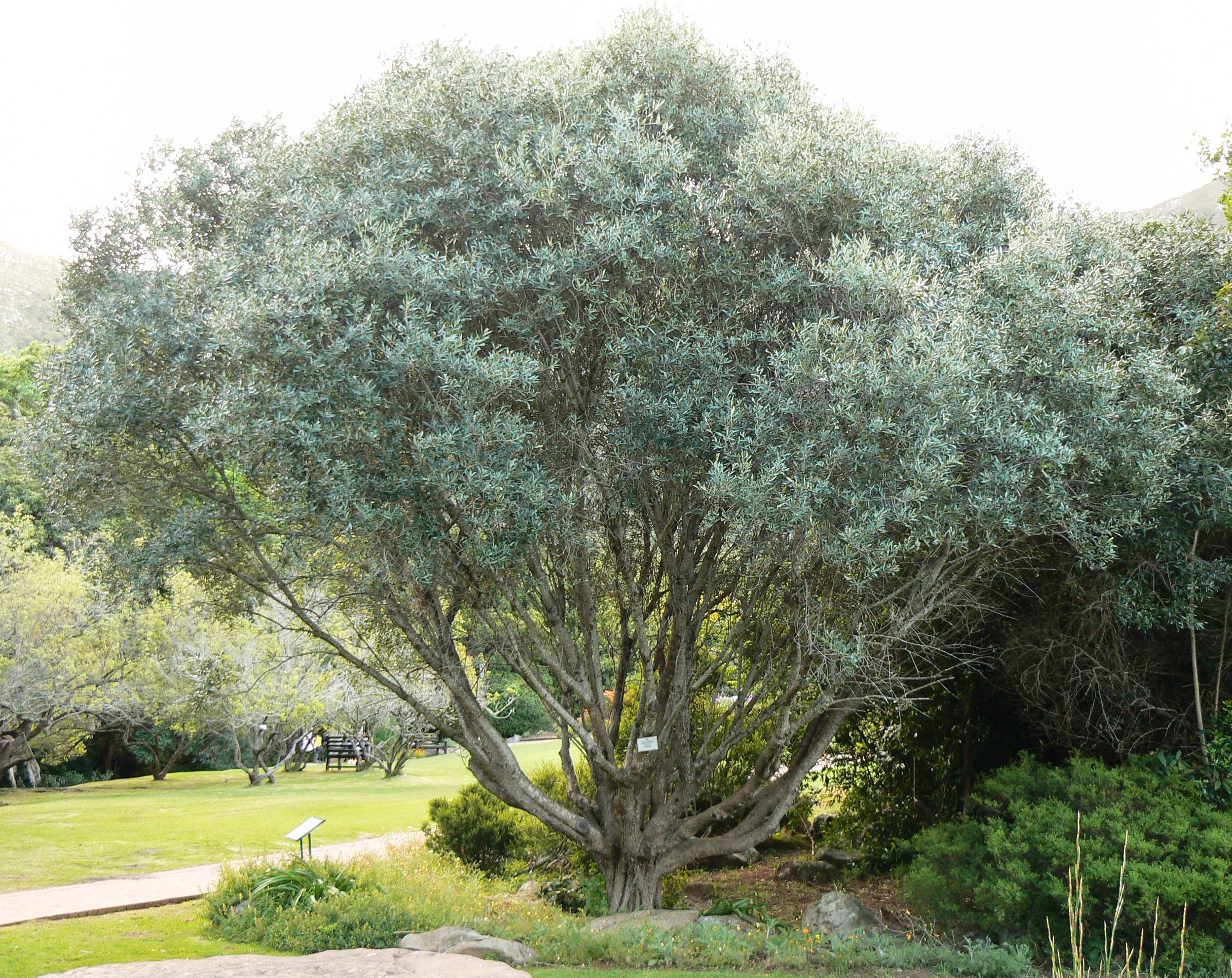
درخت بالغ در کیپ‌تاون، آفریقای جنوبی.

این گونه زیتون درختی است کوچک یا درختچه‌ای است پرشاخه، ارتفاع آن در حدود ۳ متر است. برگ‌های آن صاف بدون پیچیدگی، روی برگ سبز تیره براق و درخشان و پشت آن نقره‌ای و کمی طلایی رنگ است. صفحه برگ در انشعابات و شاخه‌های اصلی باریک، نیزه‌ای کشیده‌است. ابعاد آن ۱۶۸۷۵ میلی‌متر و بیشتر پهنای برگ در وسط است و در شاخه‌های کوتاه، نیزه‌ای‌شکل کمتر باریک و ابعاد آن ۱۸۸۵ میلی‌متر است.
دمبرگ آن کوتاه و رگبرگ از پشت برگ به‌خوبی پیداست. وضع گل‌ها به شکل خوشه کوتاه و محوری به طول در حدود ۱۰ میلی‌متر، میوه آن ناصاف و سیاه‌رنگ و دارای قسمت گوشتی نازک، شکل میوه تخم مرغی به طول ۸–۶ میلی‌متر است.
زیتون زنگی به‌طور گسترده در آفریقا یافت می‌شود (یعنی مصر، آفریقای شرقی، آفریقای مرکزی و آفریقای جنوبی)، جزایر ماسکارین‌ (یعنی موریس و رئونیون)، غرب آسیا (یعنی شبه جزیره عربستان، افغانستان و ایران)، شبه قاره هند (یعنی شمال هند، نپال و پاکستان) و غرب چین. جنگل‌های خشک نیمه‌گرمسیری زیتون زنگی در منطقه جنگل‌های پهن‌برگ نیمه‌گرمسیری هیمالیا یافت می‌شود.
در مناطقی که بومی نیست، مانند استرالیا، به عنوان یک علف هرز محیطی طبقه‌بندی می‌شود که عمدتاً توسط پرندگانی که میوه را می‌خورند پخش می‌شود. این گیاه به‌طور گسترده در نیو ساوت ولز، ویکتوریا، استرالیای جنوبی غربی، جایی که در بوته‌ها، پارک‌ها، کنار جاده‌ها و مناطق زباله در سواحل و در ارتفاعات یافت می‌شود، جایی که ترکیب اصلی پوشش گیاهی بومی را تغییر می‌دهد، به‌طور گسترده طبیعی شده‌است. زیتون زنگی نخستین بار در میانه‌های سده نوزدهم به دلایل زینتی به استرالیا معرفی شد.

## کاربرد
چوب زیتون زنگی بسیار با ارزش و بادوام است و بویی قوی شبیه به مشروب بی رام دارد و برای اثاثیه ظریف و خراطی استفاده می‌شود. چوب آن محکم، سخت، بادوام و سنگین و مقاوم در برابر موریانه‌ها است.
این گونه به عنوان درخت زینتی برای پارک‌ها و باغ‌ها کشت می‌شود. همچنین برای تولید زیتون و روغن سفره استفاده می‌شود. از شیره میوه این درخت می‌توان برای تهیه مرکب نیز استفاده کرد.

## نگاره‌ها

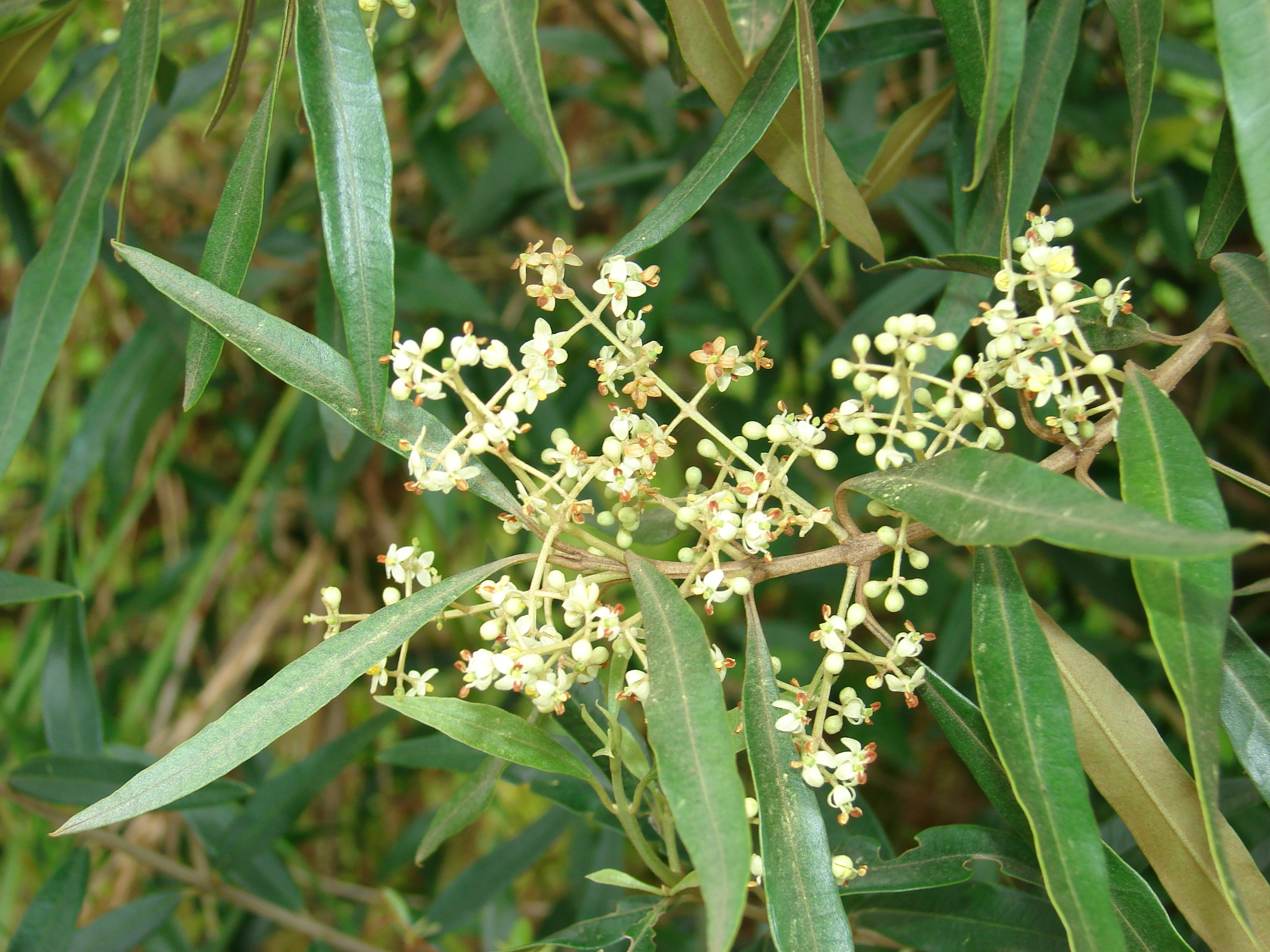
گل ها
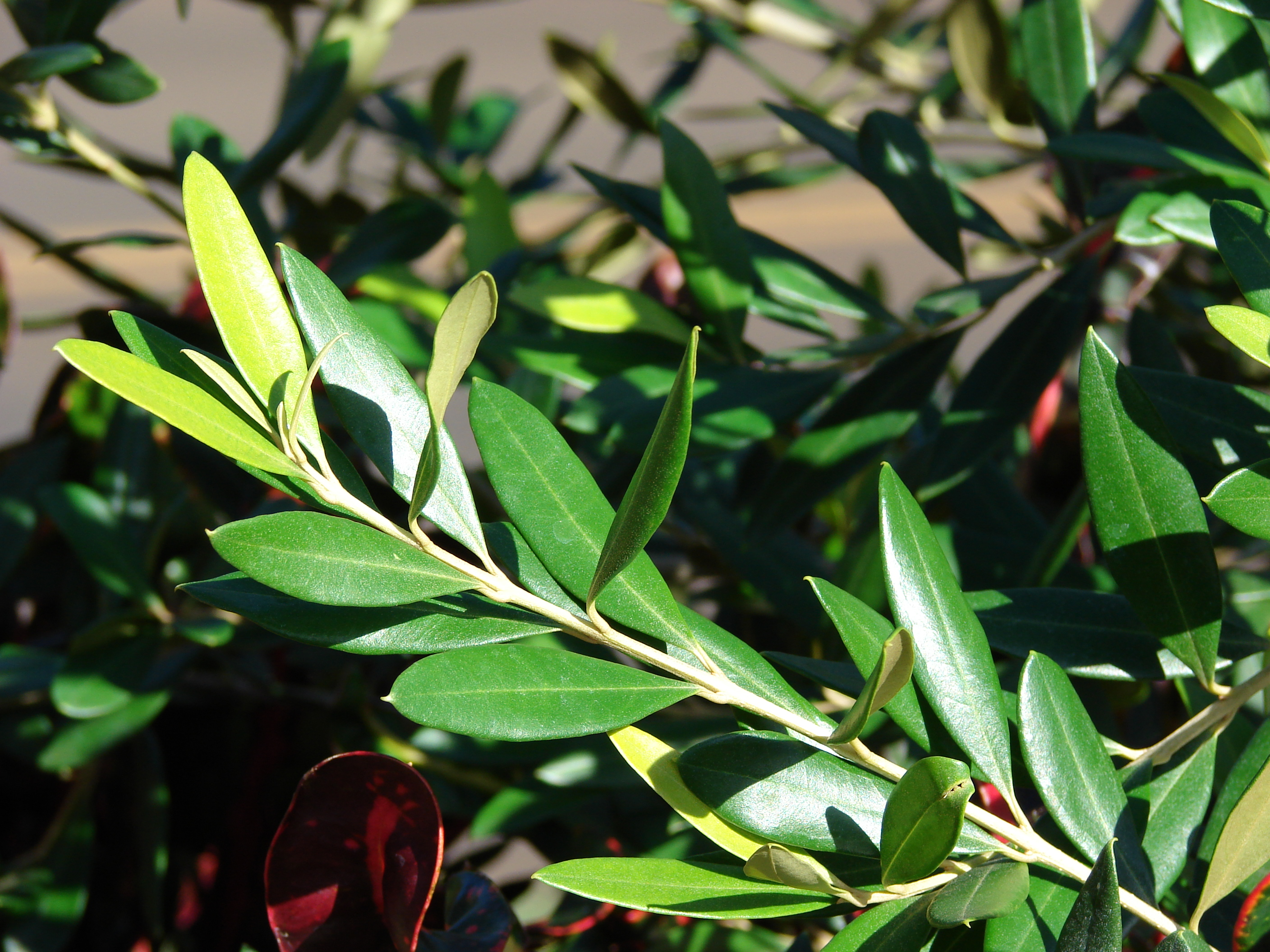
برگها
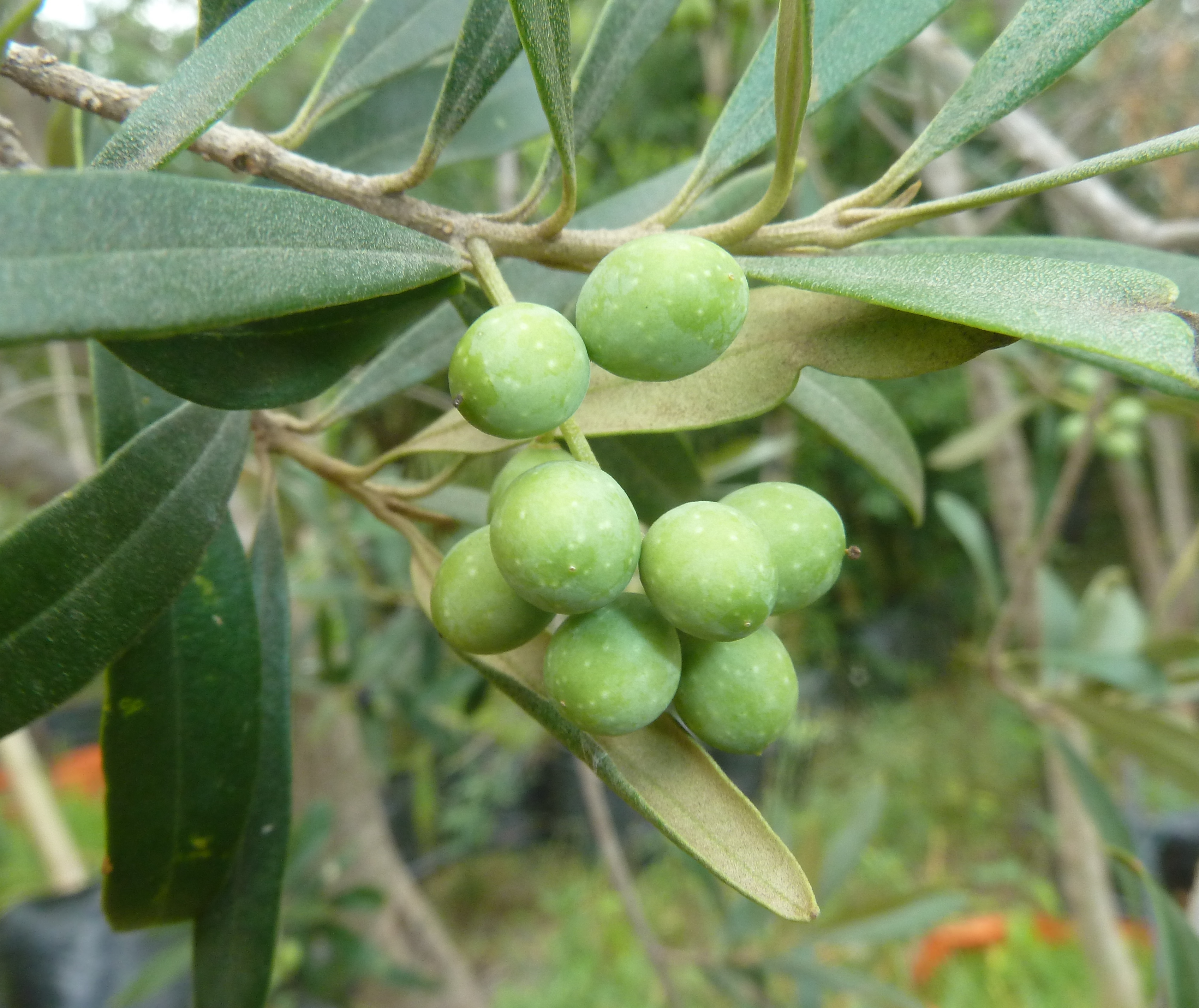
میوه نارس
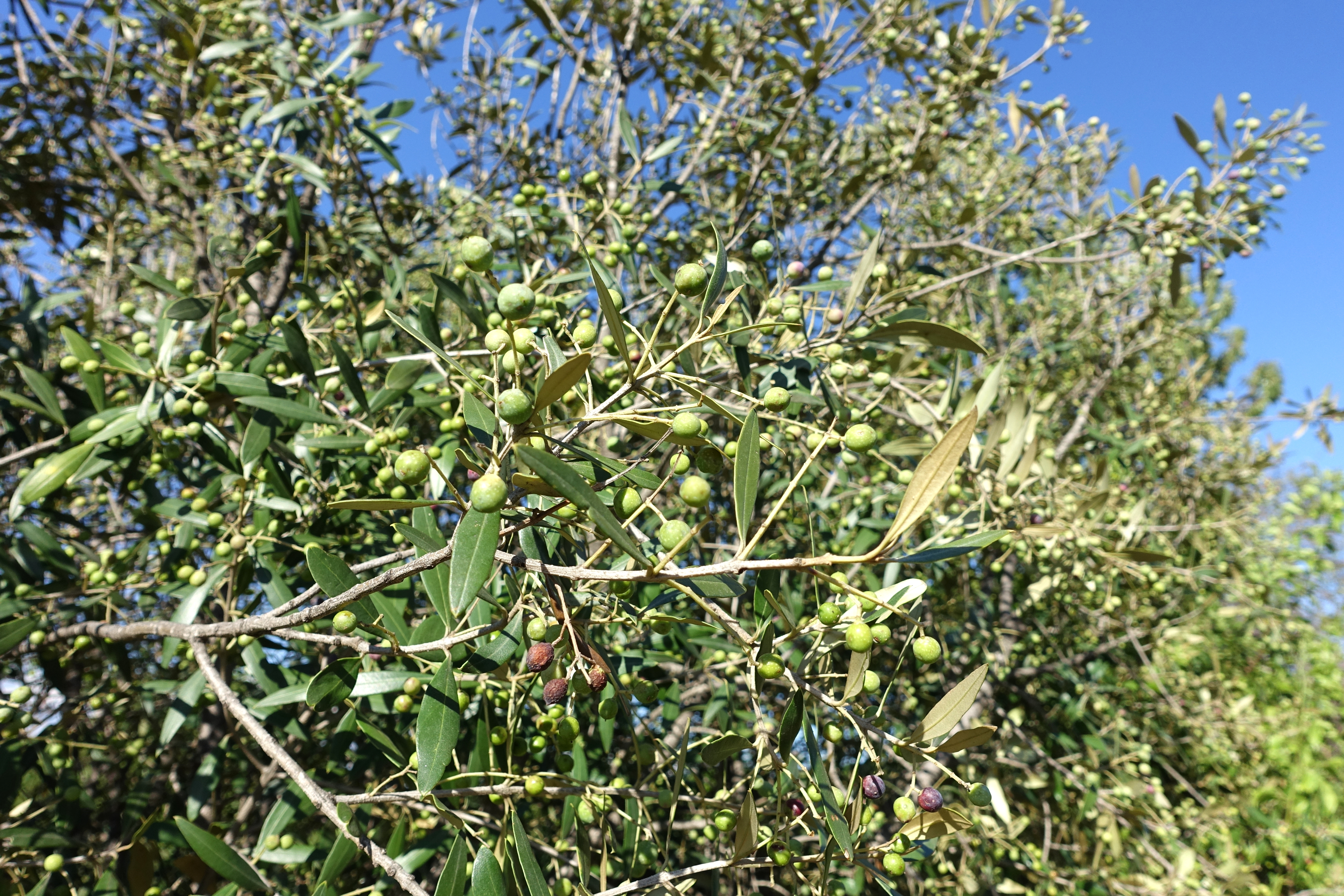
ژاردی بوتانیک بارسلونا
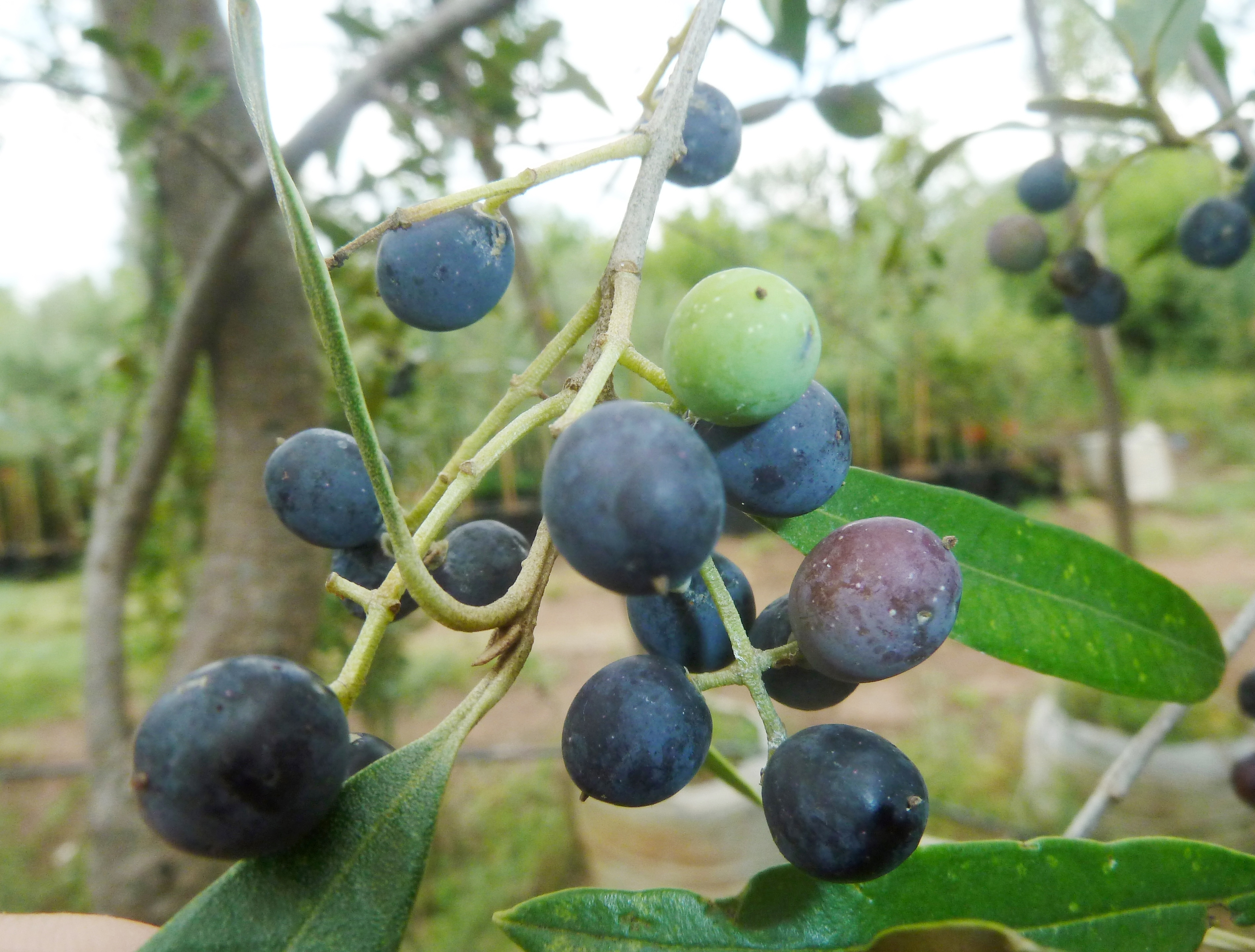
میوه رسیده (بنفش تیره)
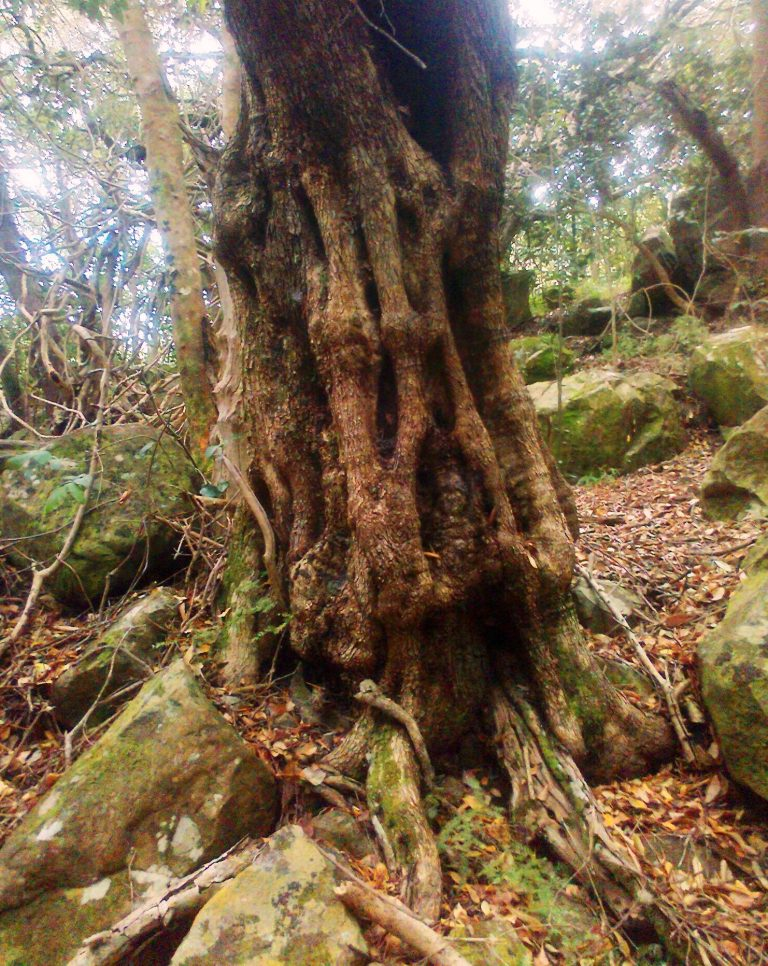
تنه درخت کهنسال
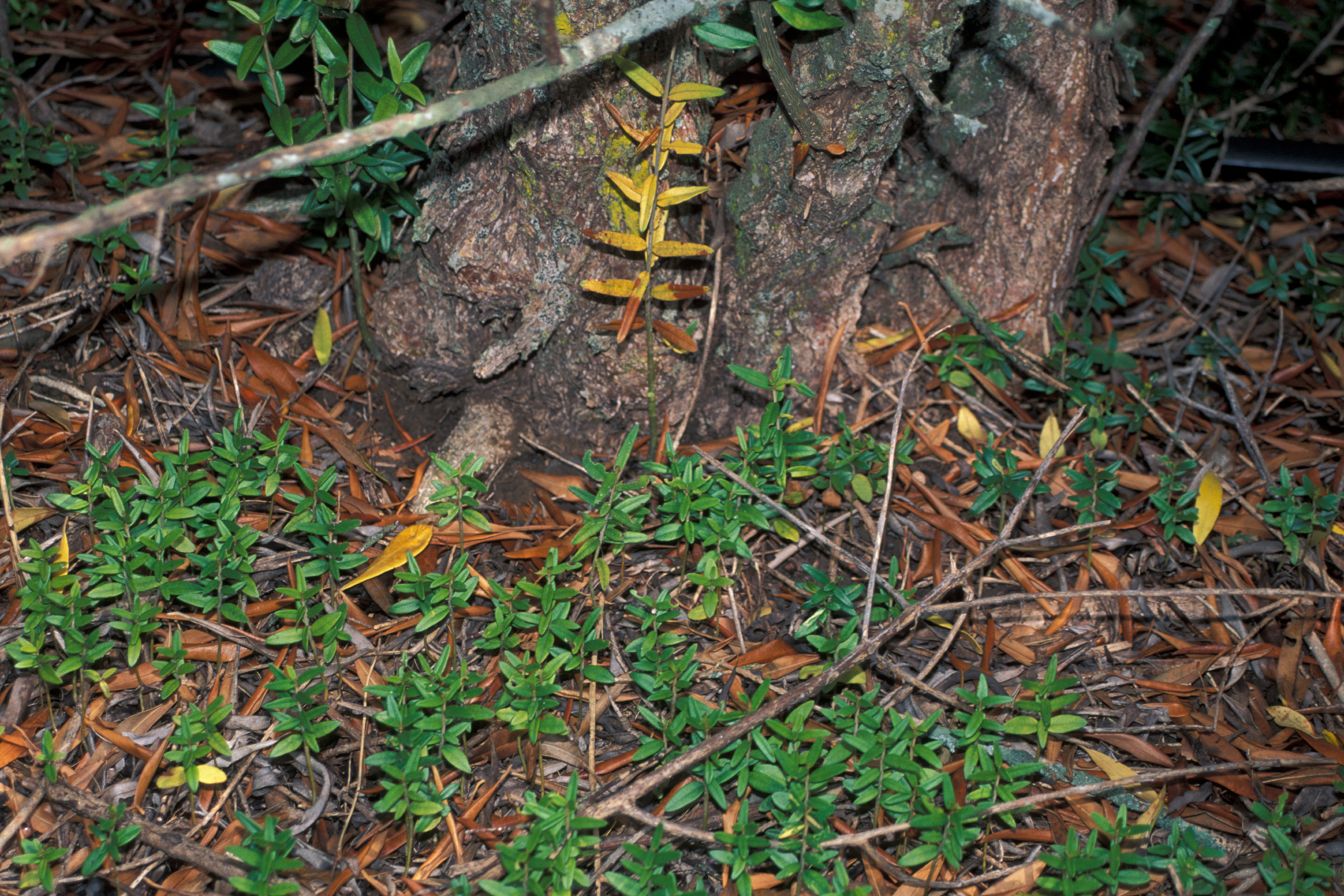
آلودگی نهال